# Aeroporto di Abakan
L'aeroporto di Abakan-Kalinino (in russo Аэропорт Абакан-Калинино) è un aeroporto internazionale di classe B situato vicino alla città di Abakan, capitale della repubblica autonoma della Khakassia, in Siberia Meridionale, sul fiume Jenisej, in Russia.
L'aeroporto di Abakan è l'hub della compagnia aerea cargo russa Abakan-Avia (in russo Абакан-Авиа), e della compagnia aerea Khakassia Airlines che fa parte da 2003 della compagnia aerea russa Vladivostok Avia che usa lo scalo come uno dei hub insieme con la compagnia aerea di bandiera russa Aeroflot dal 2012.

## Storia
L'aeroporto di Abakan è stato aperto nel 1938 ed è l'aeroporto principale della Repubblica Autonoma di Khakassia; l'aeroporto è stato costruito per organizzare il trasporto dei passeggeri nella Khakassia e nel sud di Kraj di Krasnojarsk.
Il 30 dicembre 1980 è stato effettuato il primo volo di linea nella rotta Abakan - Mosca - Abakan.
Il 1º marzo 1993 è stata creata l'Azienda Pubblica "Aeroporto di Abakan"; nel 1996 è stata creata la "Aeroporto di Abakan S.p.a".
Nel 1999 e 2000 l'aeroporto di Abakan ha vinto il concorso come il migliore aeroporto dei paesi della Comunità degli Stati Indipendenti.
Questo aeroporto è uno scalo importante sulla rotta che collega Unione europea – Russia europea - Urali – Siberia – Estremo Oriente Russo - Cina - Giappone.
Il 10 agosto 2010 il Ministro di Trasporti della Hakassia Aleksandr Egorov (in russo: Александр Егоров) ha annunciato che il 75% delle azioni dell'aeroporto e la sua gestione ha passato nella proprietà della Repubblica autonoma dal Governo della Federazione Russa con la decisione del Presidente Dmitrij Medvedev.

## Dati tecnici
L'aeroporto Internazionale di Abakan è attualmente dotato di due piste attive, la principale pista attiva asfaltata è lunga 3,520 m e larga 45 m. La pista è dotata del sistema PAPI ed è aperta 24 ore al giorno. La seconda pista attiva asfltata dell'aeroporto è lunga 1,300 m e larga 28 m. La pista è utilizzabile solo di giorno e nelle condizioni meteo buone per l'atterraggio/decollo degli aerei Yakovlev Yak-40, Antonov An-24 e di classe inferiore.
L'aeroporto è aperto 24 ore al giorno, ed è attrezzato per il decollo/atterraggio dei seguenti tipi degli aerei civili: Airbus A320, Antonov An-24, Antonov An-72, Antonov An-74, Antonov An-124, Boeing 737, Ilyushin Il-62, Ilyushin Il-86, Ilyushin Il-96, Ilyushin Il-76, Tupolev Tu-134, Tupolev Tu-154, Tupolev Tu-204, Yakovlev Yak-40, Yakovlev Yak-42 e di tutti gli aerei di classe inferiore.

## Terminal
Il terminal Passeggeri ha la capacità attuale di 400 passeggeri/ora. Il terminal cargo ha la capacità attuale di elaborare di circa 40 tonnellate di merce al giorno.

## Collegamenti con Abakan
Trasporto pubblico
L'aeroporto è facilmente raggiungibile con le linee dei filobus n.4 e n.5 e con la linea dei bus n.32 che collegano il Terminal aeroportuale con la Stazione di Abakan delle Ferrovie russe. Inoltre, la linea n.3 dei filobus collega l'aeroporto con l'Autostazione di Abakan.
Taxi
L'aeroporto è facilmente raggiungibile dalle città della zona con i taxi.

## Servizi
Le strutture del Terminal aeroportuale comprendono:
- Polizia di frontiera
- Dogana
- Ambulatorio medico e veterinario
- Biglietteria con sportello
- Bar e fast food
- Banca e cambiavalute
- Edicola
- Servizi Igienici
- Capolinea autolinee, interscambio autobus
- Stazione taxi
- Parcheggio di scambio

Inoltre all'aeroporto sono presenti le Poste russe, il servizio di telefonia internazionale con il punto internet.

## Accordi commerciali
- Aerofuels (21,54 % delle azioni dell'aeroporto di Abakan).[2]